# Санчес, Хоакин
Хоаки́н Са́нчес Родри́гес (исп. Joaquín Sánchez Rodríguez, испанское произношение: [xoaˈkin ˈsantʃeθ roˈðɾiɣeθ]; род. 21 июля 1981[…], Эль-Пуэрто-де-Санта-Мария, Андалусия), более известный как Хоакин (исп. Joaquín) — испанский футболист, полузащитник. В составе сборной Испании участник чемпионатов мира 2002 и 2006 годов, а также чемпионата Европы 2004 года.

## Клубная карьера

### «Бетис»
Хоакин родился в Эль-Пуэрто-де-Санта-Мария, провинция Кадис.
Футбольная карьера Санчеса начиналась в дублирующем составе клуба «Реал Бетис». Отыграв сезон за вторую команду, 26 августа 2000 года полузащитник дебютирует в первой команде и вскоре становится её лидером. В общей сложности в составе «Бетиса» Хоакин провёл 6 сезонов, выходил на поле более чем в 180 матчах и забил 29 мячей.
В сезоне 2004/05 Хоакин забил 5 мячей, отдал 15 результативных передач и выиграл с «Бетисом» Кубок Короля — второй в истории клуба. Осенью 2005 года «Бетис» впервые сыграл в Лиге чемпионов и попал в групповой турнир.

### «Валенсия»

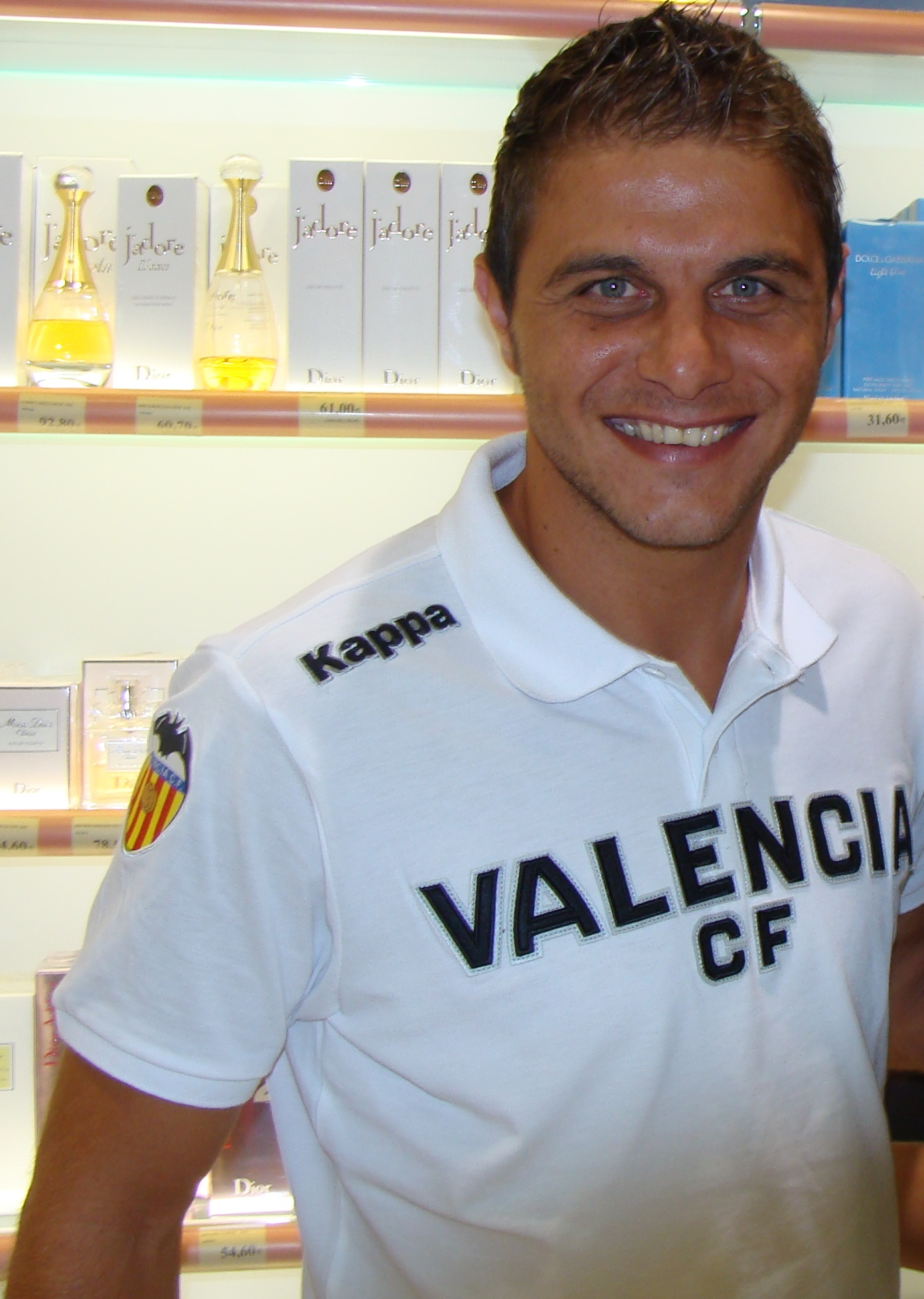
Хоакин Санчес в форме «Валенсии»

В июле 2006 года ходили слухи о переходе Хоакина в один из суперклубов, однако он убедил президента клуба, что хочет остаться ещё на год. Тем не менее, уже в августе испанец резко поменял свою позицию, заявив, что хочет покинуть команду. Первое предложение «Валенсии» не увенчалось успехом, однако второе предложение, в размере 25 миллионов евро, устроило «Бетис». Впрочем, узнав, что Хоакин принимал деятельное участие в организации перехода и даже получил определённый процент с суммы трансфера, владелец «Бетиса» Мануэль Руис де Лопера решил напоследок проучить Хоакина, отправив полузащитника дожидаться совершения трансфера в аренду в «Альбасете». Сыграть за этот клуб Хоакину так и не довелось — в конце августа его пятилетний контракт с «Валенсией» окончательно вступил в силу.
В «Валенсии» Хоакин играл практически без замен, за два первых сезона он провёл 91 игру, в которых забил 12 мячей и отдал 13 голевых передач.
С уходом в «Барселону» Давида Вильи, Хоакин взял себе футболку с номером «7», в которой он выступал в сезоне 2010/11. В конце сезона он помогает Валенсии занять третье место в Ла Лиге и квалифицироваться в Лиге Чемпионов.

### «Малага»

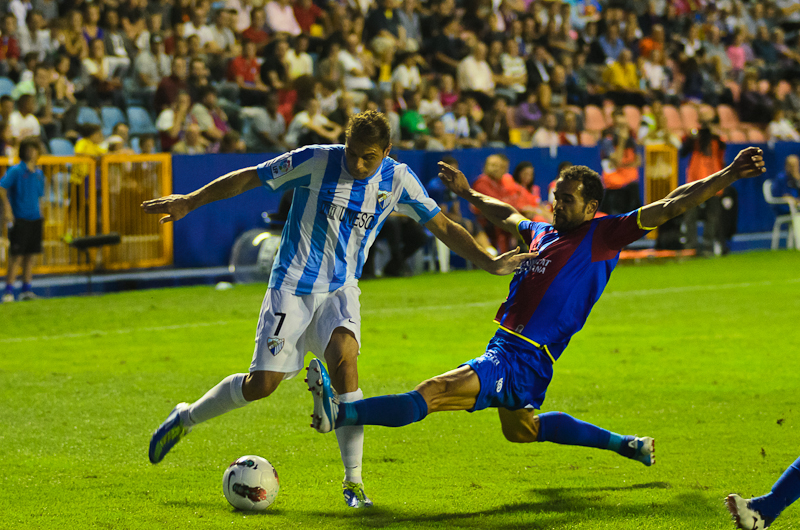
Хоакин Санчес (слева) в матче Ла Лиги против «Леванте»

27 июня 2011 года игрок подписал контракт с клубом «Малага» сроком на 3 года. 28 августа 2011 года в матче против «Севильи» Хоакин дебютировал в новом клубе. 12 сентября того же года в поединке против «Гранады», Санчес забил свой первый гол за «Малагу» и помог ей одержать крупную победу, 4:0.
20 октября 2012 года в поединке против «Вальядолида» забил гол и помог своей команде одержать волевую победу, 2-1. 24 октября 2012 года в поединке группового этапа Лиги Чемпионов против «Милана», Хоакин забил единственный гол в матче, а его команда одержала третью победу подряд. 8 декабря во встрече против «Гранады», Хоакин забил один из голов команды и помог «Малаге» добиться крупной домашней победы, 4:0.

### «Фиорентина»
12 июня 2013 года Хоакин стал игроком итальянской «Фиорентины». 15 сентября в матче против «Кальяри» он дебютировал в Серии А, заменив травмированного Хуана Куадрадо. 20 ноября в поединке против «Ювентуса» Хоакин забил свой первый гол. В 2014 году он помог фиалкам выйти в финал Кубка Италии.

### Возвращение в «Бетис»
31 августа 2015 года Хоакин вернулся в «Бетис», подписав трёхлетний контракт. На его презентацию пришли 19 тыс. болельщиков.
8 декабря 2019 года в 16 туре Ла Лиги Хоакин забил три гола в матче, отличившись на 2-й, 11-й и 20-й минутах, таким образом став самым возрастным (38 лет и 140 дней) автором хет-трика в чемпионате Испании.Является акционером клуба.
4 сентября 2022 года обновил рекорд Микеля Солера по количеству проведённых сезонов в Ла Лиге, сыграв в 20 розыгрышах чемпионата Испании.
20 апреля 2023 года объявил о завершении карьеры по окончании сезона 2022/23.

## Международная карьера
13 февраля 2002 года в товарищеском матче против сборной Португалии Санчес дебютировал за сборную Испании. В том же году в составе сборной Хоакин принял участие в чемпионате мира в Японии и Южной Корее. На турнире он сыграл в матчах против команд ЮАР и Южной Кореи где не забил решающий пенальти (ранее в том же матче он получил травму, к тому же не был засчитан забитый после его навеса гол, поскольку арбитр ошибочно посчитал, что мяч покинул пределы поля).
2 апреля 2003 года в отборочном матче чемпионата Европы 2004 против сборной Армении Санчес забил свой первый гол за национальную команду.
В 2004 году Хоакин принял участие в чемпионате Европы в Португалии. На турнире он сыграл в матчах против сборных Греции и Португалии. В 2006 году Санчес во второй раз принял участие в чемпионате мира в Германии. На турнире он сыграл в поединках против команд Туниса, Саудовской Аравии и Франции.

## Достижения

### Командные
«Реал Бетис»
- Обладатель Кубка Испании (2): 2004/05, 2021/22

«Валенсия»
- Обладатель Кубка Испании: 2007/08

### Личные
- Лучший молодой футболист года в Испании: 2001/02
- Самый возрастной автор гола в Лиге Европы УЕФА (41 год и 56 дней)[24]

## Статистика выступлений

### Клубная статистика
| Выступление      | Выступление      | Выступление      | Лига | Лига | Кубок | Кубок | Еврокубки | Еврокубки | Другие | Другие | Итого | Итого |
| Клуб             | Лига             | Сезон            | Игры | Голы | Игры  | Голы  | Игры      | Голы      | Игры   | Голы   | Игры  | Голы  |
| ---------------- | ---------------- | ---------------- | ---- | ---- | ----- | ----- | --------- | --------- | ------ | ------ | ----- | ----- |
| Реал Бетис       | Сегунда          | 2000/01          | 38   | 3    | 1     | 0     | —         | —         | —      | —      | 39    | 3     |
| Реал Бетис       | Примера          | 2001/02          | 34   | 4    | 1     | 0     | —         | —         | —      | —      | 35    | 4     |
| Реал Бетис       | Примера          | 2002/03          | 37   | 9    | 3     | 2     | 5         | 1         | —      | —      | 45    | 12    |
| Реал Бетис       | Примера          | 2003/04          | 36   | 7    | 3     | 1     | —         | —         | —      | —      | 39    | 8     |
| Реал Бетис       | Примера          | 2004/05          | 38   | 5    | 9     | 0     | —         | —         | —      | —      | 47    | 5     |
| Реал Бетис       | Примера          | 2005/06          | 35   | 3    | 3     | 0     | 12        | 0         | 1      | 0      | 51    | 3     |
| Реал Бетис       | Итого            | Итого            | 218  | 31   | 20    | 3     | 17        | 1         | 1      | 0      | 256   | 35    |
| Валенсия         | Примера          | 2006/07          | 35   | 5    | 3     | 0     | 8         | 0         | —      | —      | 46    | 5     |
| Валенсия         | Примера          | 2007/08          | 34   | 3    | 8     | 4     | 7         | 0         | —      | —      | 49    | 7     |
| Валенсия         | Примера          | 2008/09          | 31   | 4    | 3     | 1     | 4         | 1         | 2      | 0      | 40    | 6     |
| Валенсия         | Примера          | 2009/10          | 28   | 2    | 4     | 1     | 13        | 4         | —      | —      | 45    | 7     |
| Валенсия         | Примера          | 2010/11          | 30   | 4    | 3     | 0     | 5         | 1         | —      | —      | 38    | 5     |
| Валенсия         | Итого            | Итого            | 158  | 18   | 21    | 6     | 37        | 6         | 2      | 0      | 218   | 30    |
| Малага           | Примера          | 2011/12          | 23   | 2    | 2     | 0     | —         | —         | —      | —      | 25    | 2     |
| Малага           | Примера          | 2012/13          | 34   | 4    | 1     | 1     | 12        | 3         | —      | —      | 47    | 8     |
| Малага           | Итого            | Итого            | 57   | 6    | 3     | 1     | 11        | 3         | 0      | 0      | 71    | 10    |
| Фиорентина       | Серия А          | 2013/14          | 26   | 2    | 5     | 1     | 6         | 2         | —      | —      | 37    | 5     |
| Фиорентина       | Серия А          | 2014/15          | 23   | 2    | 3     | 0     | 8         | 0         | —      | —      | 34    | 2     |
| Фиорентина       | Итого            | Итого            | 49   | 4    | 8     | 1     | 14        | 2         | 0      | 0      | 71    | 7     |
| Реал Бетис       | Примера          | 2015/16          | 30   | 1    | 2     | 0     | —         | —         | —      | —      | 32    | 1     |
| Реал Бетис       | Примера          | 2016/17          | 28   | 3    | 1     | 0     | —         | —         | —      | —      | 29    | 3     |
| Реал Бетис       | Примера          | 2017/18          | 35   | 4    | 1     | 0     | —         | —         | —      | —      | 36    | 4     |
| Реал Бетис       | Примера          | 2018/19          | 30   | 6    | 7     | 1     | 6         | 0         | —      | —      | 43    | 7     |
| Реал Бетис       | Примера          | 2019/20          | 34   | 8    | 2     | 2     | 0         | 0         | —      | —      | 36    | 10    |
| Реал Бетис       | Примера          | 2020/21          | 27   | 2    | 3     | 0     | 0         | 0         | —      | —      | 30    | 2     |
| Реал Бетис       | Примера          | 2021/22          | 21   | 0    | 5     | 2     | 10        | 0         | —      | —      | 36    | 2     |
| Реал Бетис       | Примера          | 2022/23          | 21   | 0    | 1     | 0     | 7         | 1         | —      | —      | 29    | 1     |
| Реал Бетис       | Итого            | Итого            | 226  | 24   | 22    | 5     | 23        | 1         | 0      | 0      | 271   | 30    |
| Всего за карьеру | Всего за карьеру | Всего за карьеру | 708  | 83   | 74    | 16    | 102       | 13        | 3      | 0      | 887   | 112   |

### Голы за сборную Испании
| #   | Дата            | Место                                   | Противник  | Счёт | Результат | Соревнование                       |
| --- | --------------- | --------------------------------------- | ---------- | ---- | --------- | ---------------------------------- |
| 01. | 2 апреля 2003   | Реаино де Леон, Леон, Испания           | Армения    | 3:0  | 3:0       | Чемпионат Европы 2004 квалификация |
| 02. | 6 сентября 2003 | Афонсу Энрикиш, Гимарайнш, Португалия   | Португалия | 0:2  | 0:3       | Товарищеский матч                  |
| 03. | 9 февраля 2005  | Хуэгос Медитерранеос, Альмерия, Испания | Сан-Марино | 1:0  | 5:0       | Чемпионат мира 2006 квалификация   |
| 04. | 26 марта 2005   | Эль Эльмантико, Саламанка, Испания      | Китай      | 3:0  | 3:0       | Товарищеский матч                  |